# María Enríquez de Luna
María Enríquez de Luna (1474-Gandía, 1539), fue hija de Enrique Enríquez de Quiñones, hijo del almirante Fadrique Enríquez y de su segunda mujer, Teresa Fernández de Quiñones, y señor de Villada, Villavicencio, Orce y Baza y mayordomo mayor de su sobrino Fernando II de Aragón. Su madre fue María de Luna y Ayala, hija de Pedro de Luna y Manuel, señor de Fuentidueña, y de Elvira de Ayala y Herrera.

## Matrimonios y descendencia

Escudo de armas del Ducado de Gandía de los Borja o Borgia

María Enríquez estuvo comprometida primero con Pedro Luis de Borja, I duque de Gandía, quien falleció el 3 de septiembre de 1488, antes de celebrarse el matrimonio. Diez días después, por mediación de su futuro suegro, el cardenal Rodrigo de Borja, luego papa Alejandro VI, se concertó nuevo matrimonio con otro de los hijos del futuro papa, Juan de Borja y Cattanei, medio hermano de Pedro Luis y su sucesor en el ducado de Gandía. La boda se celebró a finales de agosto de 1493. De este matrimonio nacieron dos hijos:
- Juan de Borja y Enríquez, que se convirtió en el tercer duque de Gandía. Contrajo matrimonio con Juana de Aragón y Gurrea, hija natural de Alonso de Aragón, virrey de Aragón, hijo ilegítimo del rey Fernando II de Aragón.[3]
- Isabel de Borja y Enríquez, conocida como la madre Francisca de Jesús, al haberse convertido en monja, fue elegida abadesa del Convento de Santa Clara de Gandía en 1533, y gobernó su convento hasta que, en 1548, renunció al cargo para poder hacer fundaciones lejos de su entorno familiar.

La única descendencia patrilineal, es decir, de la filiación referida exclusivamente al padre, o agnaticia, que desciende por línea recta de varón en varón, de la familia Borja viene del matrimonio de Juan de Borja y Cattanei con María Enríquez de Luna y se encuentra en Ecuador y Chile. Uno de sus descendientes es Rodrigo Borja Cevallos, expresidente de la República del Ecuador.

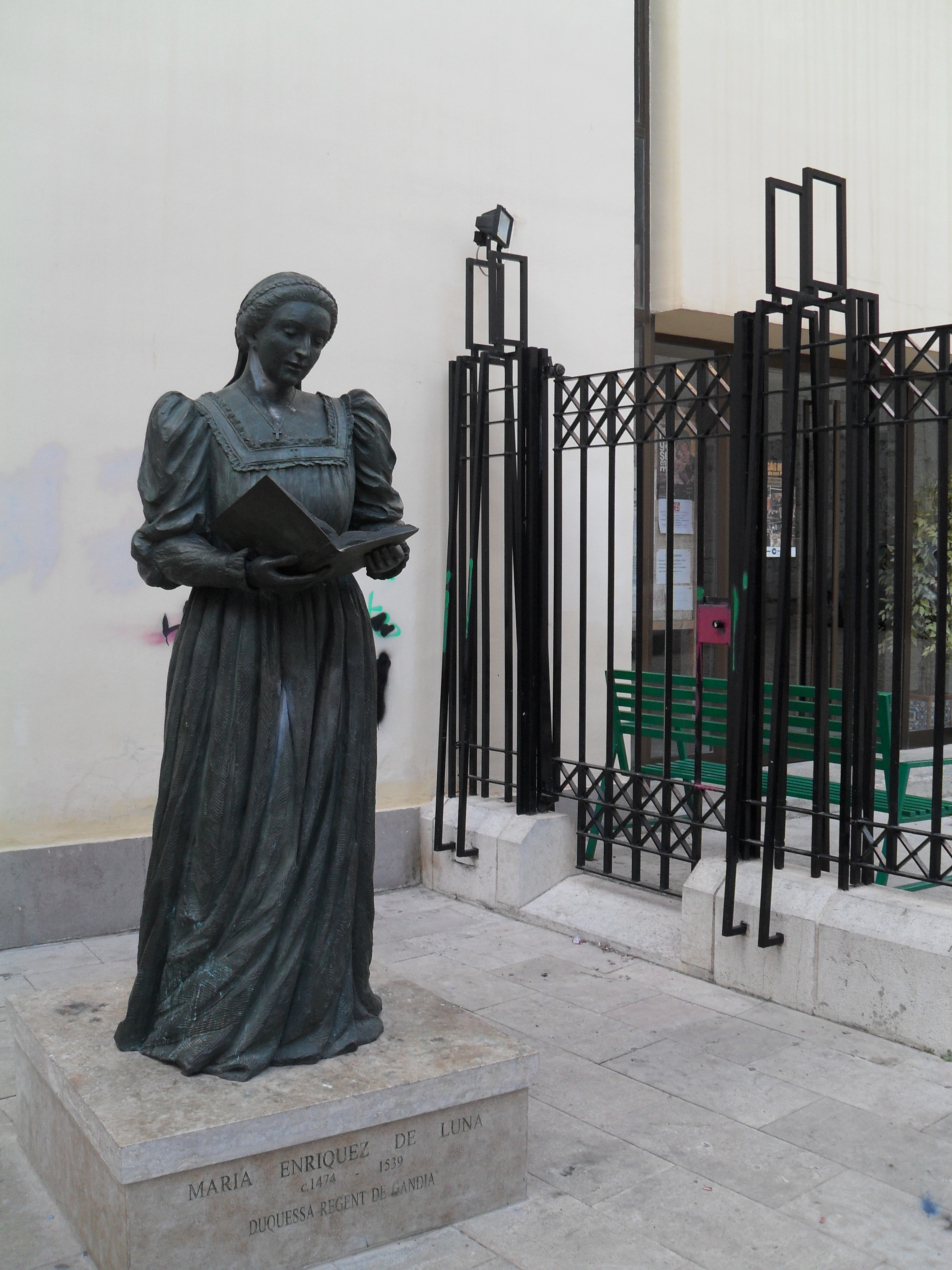
Monumento a María Enríquez en Gandía.

## Duquesa regente
Enterada de la muerte de su segundo marido, acaecida en Roma, el 14 de junio de 1497, tomó posesión de todos los dominios: el ducado de Gandía, el Castillo de Bayrén, los lugares de Bellreguart, Jeresa y Alcódar, los señoríos de Corbera, Llombay y Turís, la Vall de Gallinera y la Vall de Ebo y el castillo y lugar de Chella, en nombre de su hijo, marcando el fin de las injerencias papales en el gobierno del ducado.
María Enríquez continuó con la política de sus antecesores de consolidar el dominio territorial sobre el ducado, adquiriendo los lugares y alquerías de  Miramar, Almoines, Beniopa, Benicanena, Benipeixcar, la Alquería Nueva y el Rahal (Real de Gandía), y la baronía de Castelló de Rugat que incluía los lugares de Castellón, Rafalet y Ayelo.
Consiguió que su suegro, el papa Alejandro VI elevara la categoría de la iglesia principal de Gandía a colegiata. Además cedió el derecho de patronato al duque y a sus descendientes y realizó obras (como el alargamiento de la nave). También realizó obras de ampliación (destacando el claustro superior) en el monasterio de San Jerónimo de Cotalba, que gozará de su protección.
En 1506 vendió el ducado de Sessa y los principados de Tricarico, de Teano y Carinola, que su hijo había heredado de su marido, el comprador fue el rey Fernando II de Aragón, pero este los revendió al rey Alfonso II de Nápoles.

## Retiro y muerte
Acordado el matrimonio de su hijo y heredero con Juana de Aragón y Gurrea, María Enríquez dejó el gobierno del ducado en 1511 e ingresó en el convento de Santa Clara de Gandía con el nombre de sor Gabriela. Se convirtió en abadesa del convento en 1530 y falleció nueve años después.